# Girls Like You
Girls Like You is een nummer van de Amerikaanse band Maroon 5 uit 2018. Het is de vijfde en laatste single van hun zesde studioalbum Red Pill Blues. De singleversie van het nummer bevat een gastbijdrage van de Amerikaanse rapster Cardi B. De melodie van "Girls Like You" is, net als het nummer "Memories", gebaseerd op de Canon in D van de Duitse componist Johann Pachelbel.
In de bijbehorende videoclip zijn allerlei bekende vrouwen te zien, onder wie Camila Cabello, Phoebe Robinson, Gal Gadot, Lilly Singh, Trace Lysette, Tiffany Haddish, Sarah Silverman, Franchesca Ramsy, Millie Bobby Brown, Ellen DeGeneres, Jennifer Lopez, Chloe Kim, Alex Morgan, Mary J. Blige, Beanie Feldstein, Jackie Fielder, Danica Patrik, Ilhan Omar, Elizabeth Banks, Ashley Graham en Rita Ora. "Girls Like You" leverde Maroon 5 weer eens een gigantische wereldhit op, met een nummer 1-positie in de Amerikaanse Billboard Hot 100. In de Nederlandse Top 40 haalde het echter een bescheiden 17e positie, terwijl het nummer in de Vlaamse Ultratop 50 een stuk succesvoller was met een 5e positie.